# Litchfield (Illinois)
Litchfield è un comune (city) degli Stati Uniti d'America della contea di Montgomery nello Stato dell'Illinois. La popolazione era di 6.939 abitanti al censimento del 2010. Situata nel centro-sud dell'Illinois, si trova a sud di Springfield e a nord-est della Metro East.

## Geografia fisica
Litchfield è situata a 39°10′36″N 89°39′13″W (39.176741, -89.653721).
Secondo lo United States Census Bureau, la città ha una superficie totale di 17,67 km², dei quali 16,7 km² di territorio e 0,97 km² di acque interne (5,5% del totale).

## Storia
La città venne fondata nel 1853 quando la Terre Haute, Alton and St. Louis Railroad attraversò l'area. Deve il suo nome in onore di E. B. Litchfield, il fondatore della città. Litchfield fu incorporata il 6 maggio 1896.

## Società

### Evoluzione demografica
Secondo il censimento del 2010, la popolazione era di 6.939 abitanti.

### Etnie e minoranze straniere
Secondo il censimento del 2010, la composizione etnica della città era formata dal 96,99% di bianchi, lo 0,61% di afroamericani, lo 0,2% di nativi americani, lo 0,53% di asiatici, lo 0,14% di oceanici, lo 0,53% di altre razze, e lo 0,99% di due o più etnie. Ispanici o latinos di qualunque razza erano l'1,48% della popolazione.